# Armando de Matos
Armando Manuel de Lemos de Matos (Viseu, 14 de Abril de 1899 - 1953) foi um funcionário público, historiador, etnógrafo, arqueólogo e heraldista português.

## Biografia
Estudou e formou-se em Direito pela Faculdade de Direito da Universidade de Coimbra e na Faculdade de Direito da Universidade de Lisboa, tendo completado o Curso Superior de Ciências Económicas e Políticas em Lisboa. O seu interesse pelas letras motivou-o a matricular-se, em 1932, na Faculdade de Letras da Universidade de Coimbra, onde se licenciou em 1938, apresentando a dissertação "A Evolução Histórica das Armas Nacionais Portuguesas". Desenvolveu atividade como escritor e Professor, dedicando-se aos domínios de investigação de História, Etnografia, Arqueologia e Heráldica.
Foi conservador-adjunto do Museu Nacional Soares dos Reis (1933) e diretor da Biblioteca Pública e dos Museus Municipais de Vila Nova de Gaia (1934-1945). Pertenceu às Comissões de Toponímia, Arte e Arqueologia e ao Conselho de Estética e Urbanização de Vila Nova de Gaia. Em 1935 iniciou o ensino de História de Arte e de Arqueologia Artística na Escola de Belas Artes do Porto. Integrou a Comissão Organizadora do Museu de Etnografia e História da Província do Douro Litoral e pertenceu ao Centro de Estudos Humanísticos do Porto. Colaborou na realização e concepção de exposições de cariz etnográfico, em particular, na Exposição de Arte Popular (1937), em Coimbra, e a Exposição Etnográfica do Douro Litoral (1940), no Porto, que organizou. Pertenceu à Comissão Organizadora da 1.ª Exposição de Ex-Libris Nacionais e Estrangeiros, em 1927.
Em 1929, fundou e dirigiu a coleção Estudos Culturais, do Instituto de Coimbra, de que se publicaram dezanove volumes, com a colaboração dos mais consagrados escritores de sucesso literário e artístico. Foi, ainda, um dos fundadores do Arquivo Nacional de Ex-Libris e do Grupo de Amigos do Museu Municipal do Porto.
A 5 de outubro de 1932, foi agraciado com o grau de Cavaleiro da Ordem Militar de Sant'Iago da Espada.
O seu contributo no domínio etnográfico privilegiou o estudo da arte popular na província do Douro Litoral. Foi autor das obras "O Barco Rabelo" (1940), referente ao estudo da embarcação tradicional do rio Douro, sua caracterização tipológica e das tradições e práticas culturais que lhe estão associadas, e "A Arte dos Jugos e Cangas do Douro Litoral" (1942), estudo relativo aos instrumentos tradicionais de atrelagem e aos elementos ornamentais (decorativos e simbólicos) característicos das tipologias dominantes no Douro Litoral, tendo também avançado propostas quanto à sua análise tipológica, para além da documentação dos seus processos de fabrico.
Em 1937 publicou a obra "Santo António de Lisboa na Tradição Popular (Subsídio Etnográfico)", na qual versou o estudo sobre a hagiografia popular e a literatura oral.
A colaboração sistemática que manteve com o Boletim Douro Litoral, entre 1940 e 1953, a par da colaboração com outros periódicos, possibilitou conhecer parte fundamental do seu trabalho, privilegiando outras temáticas etnográficas, tais como a arte popular, a habitação, o trajo, processos e técnicas artesanais relacionadas com a pesca e a olaria, os jogos populares, festividades e romarias. Em 1940 colaborou na publicação "Vida e Arte do Povo Português", com o artigo "O Fogo de Vistas", alusivo ao estudo de pirotecnia. Também se encontra colaboração da sua autoria nas revistas "Feira da Ladra" (1929-1943) e Prisma (1936-1941). Foi Fundador e Director das revistas "Pátria" e "Museu".
Tomou parte em numerosos Congressos de Arqueologia, História e Etnografia. Em 1942, no âmbito do IV Congresso da Associação Portuguesa para o Progresso das Ciências, apresentou o estudo "Projecto de um Esquema de Etnografia Portuguesa", dando o seu contributo para uma conceptualização da Etnografia, onde referiu a necessidade de um maior rigor científico aos estudos etnográficos, propondo a realização de um esquema de classificação sob a perspectiva antropogeográfica.
Publicou numerosas obras científicas.
Foi, ainda, o autor do Brasonário de Portugal.
Foi Membro de várias colectividades científicas em Portugal, Espanha, Brasil, Argentina, França, Grã-Bretanha e Irlanda do Norte, Suíça e Bélgica, etc.
Casou com Maria Amélia de Castro Pereira Pais.

## Outras obras
- As estradas romanas no concelho de Gaia[7]
- Jugos e cangas do Douro Litoral (1942)[8]
- Gaia e a evolução através dos tempos (1939)[8]
- As Armas dos Magriços (1935)[8]